# 보살영락본업경
《보살영락본업경(菩薩瓔珞本業經)》(K.530, T.1485)은 대승불교의 경전으로, 보살의 본업(本業)인 10주(十住) · 10행(十行) · 10회향(十廻向) · 10지(十地) · 등각(等覺) · 묘각(妙覺)의 42현성(四十二賢聖)의 수행과 그에 따라 증득되는 수행의 결과 또는 과보를 설한 경전이다.
영락(瓔珞, 산스크리트어: keyūra)은 보석 구슬을 꿰어서 만든 귀중품을 말한다. 따라서 '보살영락본업경'의 문자 그대로의 뜻은 불과(佛果)를 장엄(莊嚴)하는, 여러 보석 구슬을 꿰어서 만든 귀중품으로서의 '보살의 본업(本業)'에 대한 경전이다. 즉, 불과를 증득할 수 있게 하는 수행이자 또한 그 수행을 통해 성취하는 공덕인 42현성에 대한 경전이다. 이 경전에서는 42현성을 또한 본업영락(本業瓔珞)이라 칭하고 있는데, 본업영락은 영락본업(瓔珞本業)이라고도 하며 《화엄경》 계통의 용어이다. 그만큼 이 경전의 내용은 화엄교학과 일치하는 부분이 아주 많은데, 42현성 즉 영락본업 또는 본업영락은 《60권 화엄경》의 10주(十住) · 10행(十行) · 10회향(十廻向) · 10지(十地) · 등각(等覺)의 41위(四十一位)를 기반으로 한 것이다.
상 · 하의 총 2권으로 이루어져 있는데,
10주의 첫 계위인 초주(初住)에 들기 위한 예비적인 수행으로 10신(十信)을 포함하고 있어 총 52위(五十二位)의 수행계위가 설정되어 있다. 그 명칭과 뜻이 잘 정리되어 있어 대승불교권에서는 이 경전에 나타난 52위를 보살 즉 대승불교의 수행자의 수행계위로 널리 채택하고 있다. 따라서, 《보살영락본업경》 또는 줄여서 《영락경(瓔珞經)》은 대승불교의 수행론을 다룰 때는 거의 언제나 빠짐없이 언급되는 경전이다.
《영락경》외에도  《보살영락경(菩薩瓔珞經)》《본업경(本業經)》《영락본업경(瓔珞本業經)》이라고도 불린다. 본 명칭이 《보살영락경(菩薩瓔珞經)》이라 불리는 총 14권으로 이루어진 별도의 대승경전이 있고, 이 경전도 약칭으로 《영락경》이라고도 불리므로 구별할 필요가 있다. 이 경전에는 52위에 대한 언급이 없으므로, 52위의 보살 수행계위와 관련하여 《영락경》 또는 《보살영락경》이라고 할 때는 《보살영락본업경》을 가리키는 경우이다.
《보살영락본업경》은 일반적으로 축불념(竺佛念)이 전진(前秦)시대인 374년에서 요진(姚秦)시대(384-417) 사이에 번역한 것으로 받아들여지고 있다. 그러나 이 경전의 번역자에 대해서는 이설(異說)이 있으며, 중국에서 만들어진 위경(僞經)일 것이라는 학설도 있다.

## 차례
- 상권
  1. 집중품(集衆品)
  2. 현성명자품(賢聖名字品)(명자품)
  3. 현성학관품(賢聖學觀品)
- 하권
  1. 석의품(釋義品)
  2. 불모품(佛母品)
  3. 인과품(因果品)
  4. 대중수학품(大衆受學品)
  5. 집산품(集散品)

## 계율
보살영락본업경은 범망경과 함께 매우 중요한 대중불교의 계율서로 간주된다. 대중수학품(大衆受學品), 집산품(集散品), 인과품(因果品) 그리고 현성명자품(賢聖名字品) 일부에서 계율을 설명한다.
그 내용은 10신(十信)과 삼수문(三受門), 즉 삼취정계(三聚淨戒)인데, 삼취정계는 섭선법계(攝善法戒), 섭중생계(攝衆生戒), 섭율의계(攝律義戒)이다.
섭선법계는 8만 4천 법문(法門)이고, 섭율의계는 자(慈), 비(悲), 희(喜), 사(捨) 사무량심(四無量心)이다. 특히 섭율의계의 10바라이는 범망경의 10중대계(十重大戒)와 같아서, 근본불교의 계율과 대승불교의 계율을 하나로 통합한 것으로 볼 수도 있다.

## 주석서
- 원효의 《보살영락본업경소(菩薩瓔珞本業經疏)》

## 같이 보기
- 범망경
- 보살계본

## 참고 문헌
- 곽철환 (2003). 《시공 불교사전》. 시공사 / 네이버 지식백과. |title=에 외부 링크가 있음 (도움말)
- 운허.  동국역경원 편집, 편집. 《불교 사전》. |title=에 외부 링크가 있음 (도움말)
- 축불념 한역, 노혜능 번역 (K.530, T.1485). 《보살영락본업경》. 한글대장경 검색시스템 - 전자불전연구소 / 동국역경원. K.530(14-374), T.1485(24-1010). |title=에 외부 링크가 있음 (도움말)
- (중국어) 佛門網. 《佛學辭典(불학사전)》. |title=에 외부 링크가 있음 (도움말)
- (중국어) 星雲. 《佛光大辭典(불광대사전)》 3판. |title=에 외부 링크가 있음 (도움말)
- (중국어) 축불념 한역 (T.1485). 《보살영락본업경(菩薩瓔珞本業經)》. 대정신수대장경. T24, No. 1485, CBETA. |title=에 외부 링크가 있음 (도움말)